# Hewett Gas Field
Hewett Gas Field är ett gasfält i Storbritannien.   Det ligger i grevskapet Norfolk och riksdelen England, i den sydöstra delen av landet, 210 km nordost om huvudstaden London.
Terrängen runt Hewett Gas Field är varierad.  Det finns inga samhällen i närheten. 